# Pintor de rosas
El Pintor de rosas es el nombre convenido de un pintor de vasos griego de Apulia, activo alrededor de la segunda mitad del siglo IV a. C.
Fue el pintor más importante de vasos decorados con la  técnica de Egnacia al final de la llamada primera fase (aproximadamente 340 – 330 a. C.) de su producción. Su nombre le fue dado por el arqueólogo británico Thomas B. L. Webster en honor a la rosa que pintó en un epíquisis. El número de vasos del estilo de Egnacia producidos en la primera época no era muy grande. El cambio parece deberse a los esfuerzos del Pintor de rosas. suele ser de bastante buena calidad, consistente en su acabado y bastante brillante. El "vidriado" de los vasos de Egnacia de Tarento suele ser de bastante buena calidad, con un acabado uniforme y bastante brillante. El Pintor de rosas, en particular, produjo un muy buen esmalte negro brillante con cierta profundidad, y los colores que añadió son brillantes.
Al principio pintaba figuras enteras con elaborados efectos de color, pero más tarde pintó solo cabezas entre motivos florales, sobre todo en vasos de formas cerradas como lécitos, vasos con forma de botellas y otras formas menores de vasos. Son característicos sus pélices con una mujer sentada o de pie, Eros con un espejo, con un pájaro o un perro. En escifos cráteras de campana y enócoes introdujo una composición de vides en forma de π o "cenador" (la introdujo en lugar de un motivo vegetal, es decir, un tallo horizontal con hojas o zarcillos verticales a ambos lados, que enmarcaban el motivo "principal" del vaso, con el que decoraba sus vasos el Pintor de Compiègne. La vid se representa aquí con una rama horizontal y dos verticales (tallo recto rojo, zarcillos y hojas de color blanco amarillento:  el llamado tipo Oxford. Solía enmarcar diversos objetos (por ejemplo, instrumentos musicales, máscaras, coronas, huevos, etc.), animales, cabezas femeninas con saccos o cecrífalos.